# Dracovenator regenti
Dracovenator regenti Yates, 2005 è una specie di dinosauro carnivoro vissuto nel Giurassico inferiore. È stato scoperto dal paleontologo Adam Yates nel 2005 nella Uppers Elliot formations, in Sud Africa.

## Etimologia

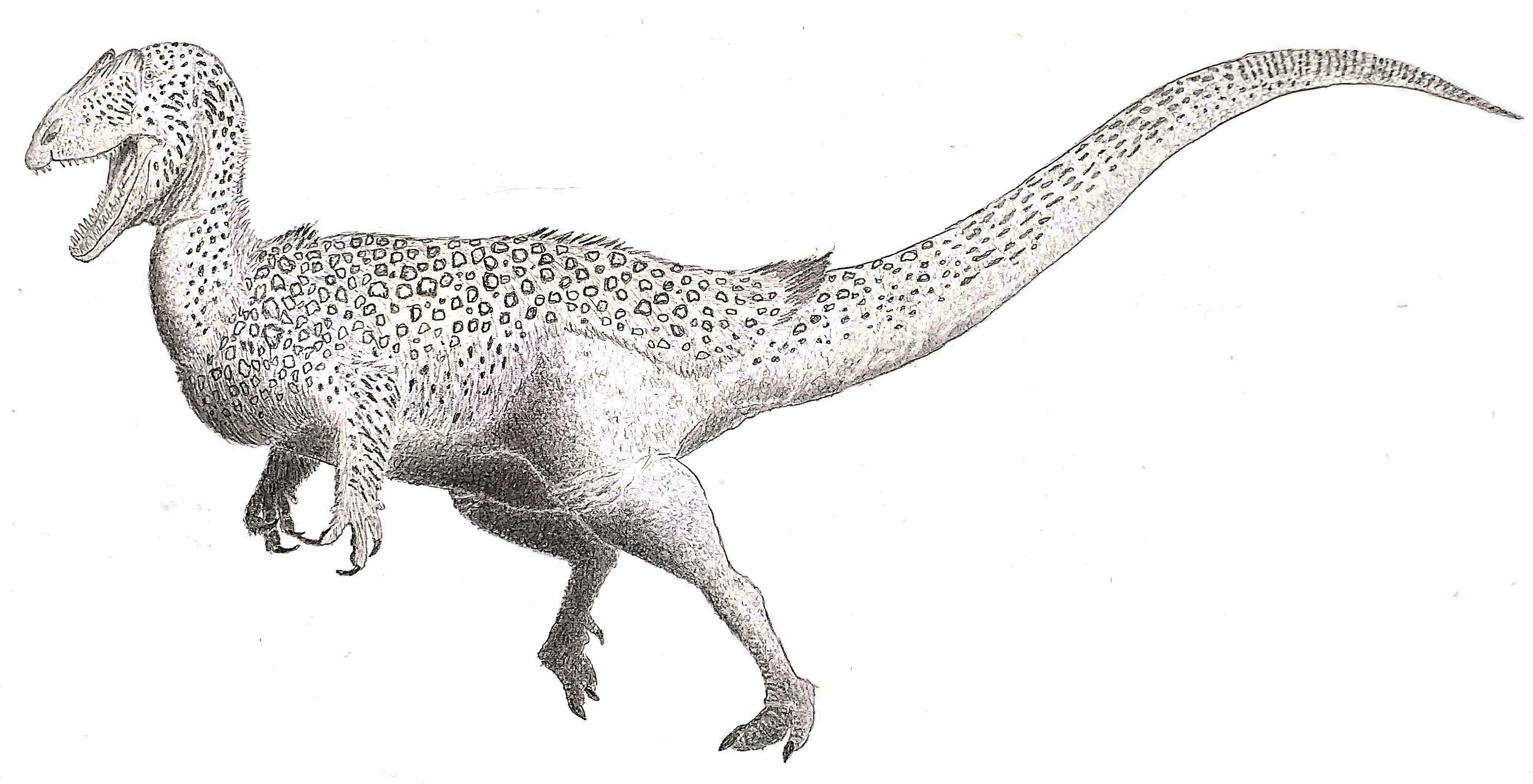
Ricostruzione di Dracovenator

Il nome "Dracovenator" deriva dal latino e vuol dire letteralmente "Drago cacciatore" (dal nome del vicino e famoso monte Drakensburg, montagna dei draghi).

## Resti fossili
Il Dracovenator è conosciuto soltanto per l'olotipo BP/1/5243, ovvero un cranio frammentario trovato in Sud Africa. Inizialmente, i paleontologi avevano confuso il Dracovenator con esemplare di Syntarsus cresciuto a dismisura, poiché era l'unico teropode conosciuto nella Elliot formation fino ad allora.

## Descrizione

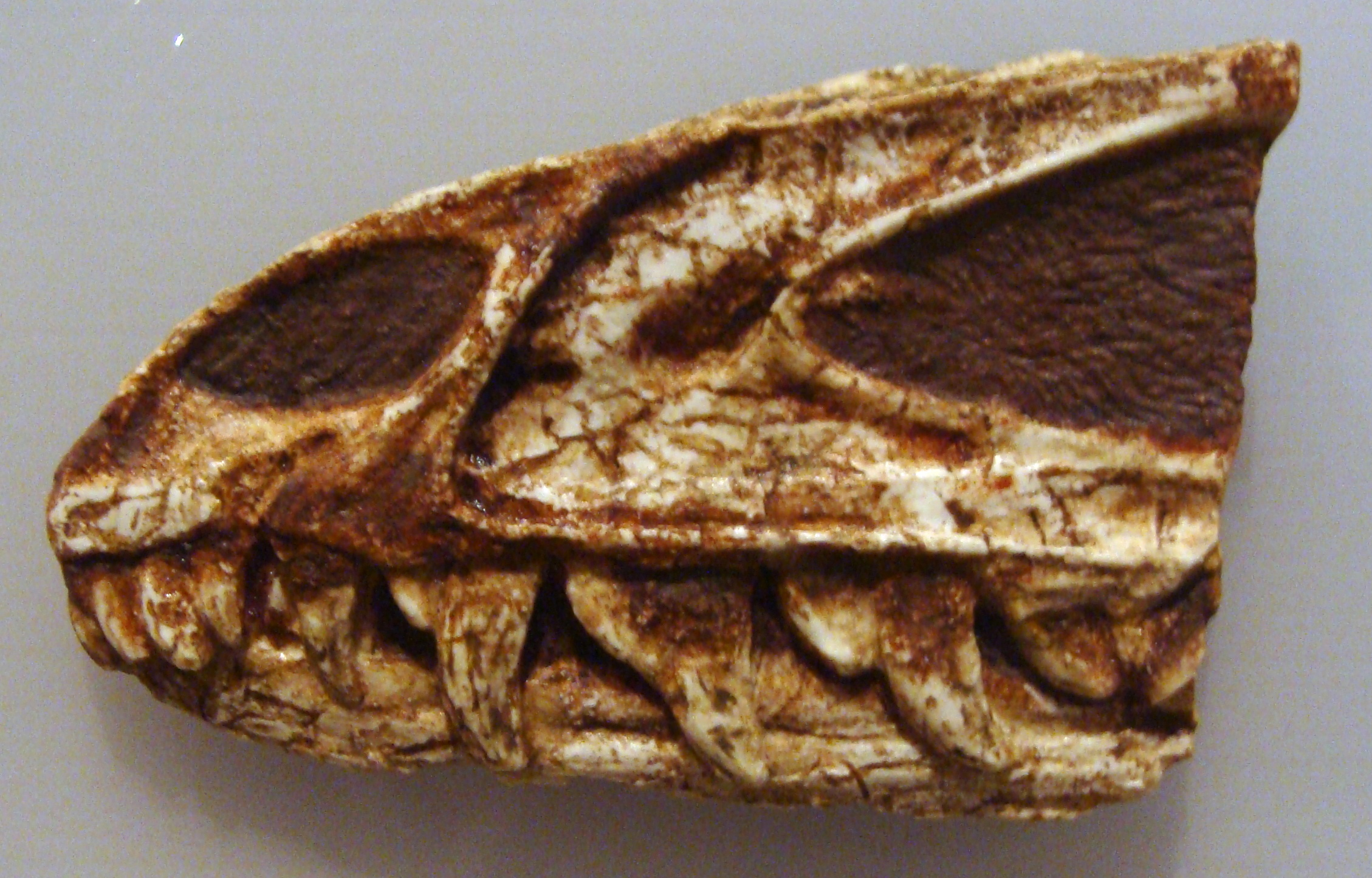
parte del cranio

Il dracovenator era molto simile ad alcuni dinosauri della famiglia Dilophosauridae, ovvero il Dilophosaurus wetherilli e Zupaysaurus rougieri: tuttavia non si è ancora sicuri della famiglia di appartenenza, anche se la favorita è proprio la Dilophosauridae. Cacciava con tutta probabilità i Prosauropodi della sua zona. Si pensa che la sua lunghezza fosse compresa tra i 5.5 e i 6.5 metri.